# Цінні папери
Ці́нні папе́ри (англ. securities) — документи, які засвідчують зобов'язальні відносини між особою, яка їх видала, та особою, яка є їхнім власником. Документ вважається цінним папером якщо відповідно до законодавства він може бути самостійним об'єктом прав.
Цінні папери, залежно від виду, засвідчують наявність певних правовідносин, зокрема: корпоративних прав (як акції), відносини позики (як облігації), а також передбачають можливість передачі всіх прав, що випливають із цих документів, іншим особам шляхом передачі прав на сам цінний папір.

## Визначення
Цінні папери виступають фінансовим інструментом, який засвідчує виникнення та існування певного права, яке може бути реалізоване суто за наявності права на цінний папір.
Визначальною рисою цінного паперу виступає можливість бути самостійним об'єктом прав, що передбачає обов'язкове слідування права цінному паперу, тобто цінні папери можуть відчужуватись не за правилами права, яке вони посвідчують, а за правилами, що стосуються саме обігу цінних паперів.

## Історія
Цінні папери, як засоби фінансових угод і операцій, відомі доволі давно. Перша офіційна інформація про них належить до пізнього середньовіччя. Внаслідок нових географічних відкриттів широкого розмаху набула міжнародна торгівля. Підприємцям, які займалися торгівлею, для розширення ринків збуту потрібні були великі суми грошей, яких вони часто не мали в наявності. Освоєння нових ринків збуту та джерел сировини були не під силу окремим підприємцям. Це призвело до створення фінансових спілок — прототипів сучасних акціонерних товариств.
Піонерами в цій справі були голландці та англійці, які розгорнули широку торгівлю в регіоні Індійського океану. Поряд з торговими спілками в Англії в XVI–XVIII ст. почали створювати подібні об'єднання для освоєння потужних родовищ корисних копалин, суднобудування тощо. Такі проєкти звичайно вимагали великого стартового капіталу. Необхідні кошти нагромаджували або шляхом об'єднання капіталу членів спілок (акціонерних товариств), або позичали. При цьому укладали певні фінансові угоди, які описували умови кредитування того чи іншого проєкту. Для юридичного оформлення таких фінансових операцій ввели в дію певні боргові зобов'язання або цінні папери — прототипи сучасних акцій та облігацій, які, наприклад, у Лондоні вільно продавали і купували на вулицях і в кафе. Саме звідси походить термін «вуличний ринок цінних паперів».
У 1773 р. у Лондоні створено перший організований ринок цінних паперів — Лондонська фондова біржа. Відтоді і до сьогодні поряд зі стихійним «вуличним» ринком цінних паперів функціонують і організовані ринки — фондові біржі. Варто зазначити, що такі ринки мали величезне значення для бурхливого розвитку торгівлі та промисловості.
В 60-х роках XIX ст. спочатку у Німеччині, а потім у США, Швеції та інших країнах на ринки цінних паперів вийшли великі універсальні банки, які не тільки взяли на себе функції могутніх фінансових посередників при торгівлі цінними паперами, а й самі почали видавати й наповнювати ринок своїми цінними паперами.
Термін «цінні папери» (англ. securities) утвердився на фінансовому ринку з двох причин. По-перше, всі боргові зобов'язання мали відповідну ціну, виражену в грошовому еквіваленті тієї чи іншої країни. По-друге, такі грошові документи перебували в обігу лише в паперовій формі, тому термін «грошовий документ» завжди сприймався як «паперовий документ», або «цінний папір». Однак сучасний рівень розвитку комп'ютерних технологій зумовив поступове витіснення на фінансових ринках певної частини паперових «цінних паперів» відповідними записами у комп'ютерних файлах. Це так звана бездокументарна форма цінних паперів.

## Цінні папери в Україні
Обіг цінних паперів в Україні розпочався у другій половині ХІХ ст. і був зосереджений навколо товарно-фондових бірж в основних фінансових центрах — Києві, Харкові, Одесі, Львові. Учасники ринку цінних паперів — емітенти, інвестори та особи, які здійснюють професійну діяльність на ринку цінних паперів.

### Особливості визначення цінних паперів
Певний документ може бути або не бути цінним папером в залежності від внутрішнього законодавства. Так, в Україні не вважаються цінними паперами деякі види деривативів та товаророзпорядчих документів, хоча за загальносвітовою практикою такі документи вважаються цінними паперами. Водночас, виведення певного виду договорів з правового регулювання цінного паперу за наявності зарегульованості обігу позитивно впливає на розвиток цього інструменту, наприклад, в Україні не застосовується особливий податок на операції з відчуження цінних паперів та операцій з деривативами до операцій з товаророзпорядчими документами, які не є цінними паперами.
В Україні цінним папером вважається документ установленої форми з відповідними реквізитами, що посвідчує грошове або інше майнове право, визначає взаємовідносини емітента цінного папера (особи, яка видала цінний папір) і особи, що має права на цінний папір, та передбачає виконання зобов'язань за таким цінним папером, а також можливість передачі прав на цінний папір та прав за цінним папером іншим особам.
У випадку, якщо для документу, який відповідно до світової практики вважається цінним папером, в Україні не встановлена певна форма, то такий документ не буде вважатись цінним папером в Україні.

### Види цінних паперів в Україні
Згідно з чинним законодавством, за формою існування цінні папери поділяються на документарні та бездокументарні, а за порядком їх видачі на емісійні та неемісійні.
В Україні у цивільному обороті можуть бути такі групи цінних паперів:
- пайові цінні папери — цінні папери, які посвідчують участь їх власника у статутному капіталі (крім інвестиційних сертифікатів та сертифікатів ФОН), надають власнику право на участь в управлінні емітентом (крім сертифікатів ФОН) і отримання частини прибутку, зокрема у вигляді дивідендів, та частини майна у разі ліквідації емітента (крім сертифікатів ФОН). До пайових цінних паперів належать:
  - акції
  - інвестиційні сертифікати
  - сертифікат ФОН
  - акції корпоративного інвестиційного фонду
- боргові цінні папери — цінні папери, що посвідчують відносини позики і передбачають зобов'язання емітента або особи, яка видала неемісійний цінний папір, сплатити у визначений строк кошти, передати товари або надати послуги відповідно до зобов'язання. До боргових цінних паперів належать:
  - облігації підприємств
  - державні облігації України
  - облігації місцевих позик
  - казначейські зобов'язання України
  - ощадні (депозитні) сертифікати
  - векселі
  - облігації міжнародних фінансових організацій
- іпотечні цінні папери — цінні папери, які забезпечені іпотечним покриттям (іпотечним пулом) та які посвідчують право власників на отримання від емітента належних їм коштів. До іпотечних цінних паперів належать:
  - іпотечні облігації
  - іпотечні сертифікати
  - заставні
- приватизаційні цінні папери — цінні папери, які посвідчують право власника на безоплатне одержання у процесі приватизації частки майна державних підприємств, державного житлового фонду, земельного фонду;
- похідні цінні папери — цінні папери, механізм випуску та обігу яких пов'язаний з правом на придбання чи продаж протягом строку, встановленого договором, цінних паперів, інших фінансових та/або товарних ресурсів;
- товаророзпорядчі цінні папери — цінні папери, які надають їхньому держателю право розпоряджатися майном, вказаним у цих документах.

### Класифікація за терміном обертання
За терміном обертання цінні папери в Україні поділяються на безстрокові і термінові.
- Безстрокові цінні папери (наприклад, акції) не мають встановленого строку погашення чи мають строк погашення більш як 10 років з моменту їх емісії (видачі) або згідно з умовами емісії передбачають право емітента приймати одноособове рішення про продовження строку погашення (ліквідації) таких цінних паперів, незалежно від загального строку дії таких цінних паперів.
- Термінові цінні папери (як правило, цінні папери, що опосередковують відносини позики — облігації, векселі, казначейські зобов'язання та ін.) своєю чергою поділяються на:
  - короткострокові — до 1 року;
  - середньострокові — від 1 до 5 років;
  - довгострокові — від 5 до 10 і більше років.

### Основні закони про цінні папери в Україні
- Закон України «Про цінні папери та фондовий ринок» [Архівовано 23 січня 2022 у Wayback Machine.]
- Закон України «Про державне регулювання ринку цінних паперів в Україні» [Архівовано 2 квітня 2022 у Wayback Machine.]
- Закон України «Про акціонерні товариства» [Архівовано 21 січня 2022 у Wayback Machine.]
- Закон України «Про обіг векселів в Україні» [Архівовано 1 вересня 2018 у Wayback Machine.]